# 안동우편집중국

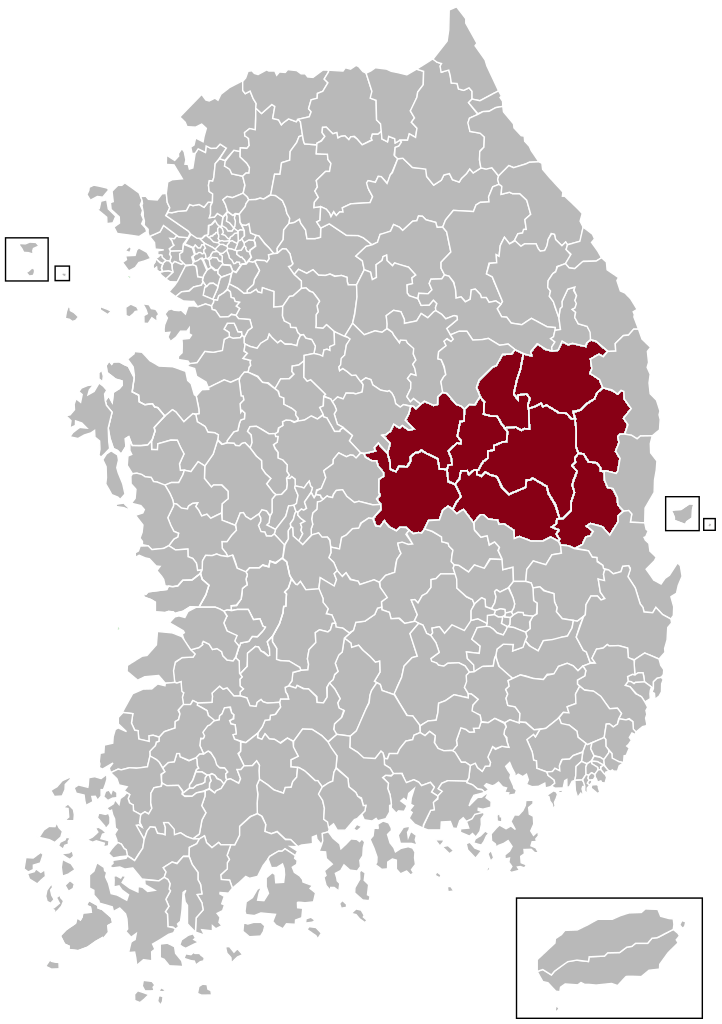
안동우편집중국의 관할 구역

안동우편집중국(安東郵便集中局)은 대한민국 우정사업본부 소속의 우편집중국이다. 2002년 10월 29일 개국하였다. 경상북도 안동시 운흥동에 있다.

## 개요
- 규모: 소형
- 일일최대용량: 60만통

## 관할 구역
- 상주시, 문경시, 영주시, 봉화군, 예천군, 안동시, 청송군, 영양군, 의성군

### 관할 수용국
- 안동권
  - 안동우체국
  - 의성우체국
  - 영양우체국
  - 청송우체국
- 영주권
  - 영주우체국
  - 봉화우체국
  - 예천우체국
- 상주권
  - 상주우체국
  - 문경우체국

## 조직
- 지원과
  - 서무팀
  - 접수팀
  - 회계팀
- 기술과
  - 우편기계팀
  - 동력설비팀
- 업무과
  - 우편소통팀
  - 총괄팀